# Jonahan Romero
Jonahan Artiga Romero, né le 17 mars 1988, est un footballeur américain et guamien, qui joue dans le club mongol de Khoromkhon depuis 2015. Il est international guamien depuis 2012. Il est le premier footballeur guamien à jouer en Mongolie.

## Palmarès
Avec le Kaya FC
- Championnat des Philippines : 
  - Vice-champion : 2012

Avec Loyola Meralco Sports
- Coupe des Philippines : 
  - Vainqueur : 2013

Avec les Rovers FC
- Championnat de Guam : 
  - Vainqueur : 2013–14
- Coupe de Guam : 
  - Vainqueur : 2014